# 嚴裕棠
嚴裕棠（1880年10月16日—1958年10月18日），號光藻，祖籍江蘇省吳縣（蘇州市志記載其原籍安徽），中華民國企業家、裕隆集團奠基者，為中国近代民族机器制造业先驱、上海「棉鐵之父」。裕隆汽車創辦人嚴慶齡父親、前董事長嚴凱泰（養）祖父。

## 生平

### 早年背景
清光绪六年（1880年）农历九月十三，嚴裕棠生於上海市静安寺路后严家宅，洋行買辦家族出身，父親嚴介廷是英商自來水廠的小買辦、叔父嚴介坪為英商老公茂洋行買辦。因父輩能接觸洋人，嚴裕棠自幼略識英語，並師從於颜惠庆、黄锡宝。19岁時經叔父介紹於英商老公茂洋行打工，後任洋行主庇亚士的私人助理。其後他代表父亲以债权人身份进公兴铁厂從事跑街工作。严裕棠擅於招揽生意，並在协助厂主与外商交易中解决了很多难题而深得厂主信任，但終因其私下捞钱觸怒老闆而离开公兴铁厂。 

### 創業
1902年，严裕棠与銅匠出身的褚小毛合夥资本银7500两創辦「大隆铁工厂」为几家中外丝织厂和轧花厂做修理工作。該廠分为三股，严裕棠占二股、股金由父亲和岳父钱恂如垫借，後再分期归还。严出任工廠經理，负责对外招揽生意；褚小毛担任副经理主理內部事務，创办初期设工场于杨树浦太和街梅家弄，共雇用工人七人、学徒四人。次年由老公茂洋行庇亚士协助设计并代向国外订购机器，經營为外轮修理配机件業務，迁址至平凉路西口新厂，厂址占地二亩半，有铁皮木板平房12间，工人、学徒增至50人左右。1906年，褚小毛撤走股份，大隆归严裕棠独资经营。1907年以後，大隆工厂内部管理由其妻子负责，嚴本人主理对外联系业务，期間開始承接英商自来水厂和汉口自来水厂的管道和阀门製造工作，之後事業版圖逐漸移轉至纺织机件修配生意。1914年第一次世界大战期间，民族纺织业兴起，大隆乘机扩大紡織廠生产规模建造新厂。1920年，严裕棠指定长子严庆祥出任厂长，承制纺织机的全部传动装置，并嘗試制造各种小型机器，時有大小机床100部、工人和学徒300餘人。一戰结束後，民族工业在内外势力压制下多数发展停滞乃至破产，大隆因有严裕棠另外经营房地产为后盾得以继续发展。1918年以後，嚴裕棠拉拢英國、日本商人扩大其房地产经营，並持有多棟里弄房屋、公寓和楼房以收獲租金。1922年，大隆开始仿制棉纺织机。1925年租办「苏轮纱厂」，次年正式投入纺织机制造。 1927年，严裕棠组设「光裕营业公司」总管大隆、苏轮两厂並自任总经理、長子严庆祥为副总经理。同年底仰仗杜月笙支持，正式买进「苏轮纱厂」加以扩建，以三子严庆祺為厂长並由大隆供应机器设备，两年后陆续新设纱厂和织布厂各一所。1928年，分设车床工段、刨床工段、装机间和设计室以适应装备苏纶纱厂的需要。次年設置分厂和农具传习所，除了制造纺织机外还生產引擎、农具，两三年间即生产各式农业机器達千餘台，年销近300台。1931年時，营业额曾达80万两。
1932年，嚴裕棠四子嚴慶齡自德國留學歸來出任大隆廠長、次子嚴慶瑞任經理，1934年收购上海「隆茂纱厂」更名為「仁德纱厂」，并投资常州「民丰纱厂」、戚墅堰通成毛纺厂、郑州「豫丰纱厂」、江阴通仁棉毛厂，成为上海、苏南著名实业家。形成严氏棉铁联营企业，其企业发展到顶峰。至1937年，大隆资本总额达五十万法币，雇工一千三百多人。1937年中國抗日戰爭爆發，上海失陷，大隆厂为日本軍占领，由日商內外綿接管，更名为「内外铁厂」，后又改称「大陆铁厂」，专为日军生产军火。1938年，严庆龄以大隆库存器材在租界开设「泰利机器厂」，并投资常熟开设小型纱厂。开办利达重工业银行。1945年抗战胜利后，大陆铁厂由中華民國經濟部作为敌产接收，改为资源委员会上海机器制造厂第一厂，1947年由严氏赎回经营，復名為「大隆」，同时合伙开办苏州纱厂、香港怡生纱厂。

### 晚年

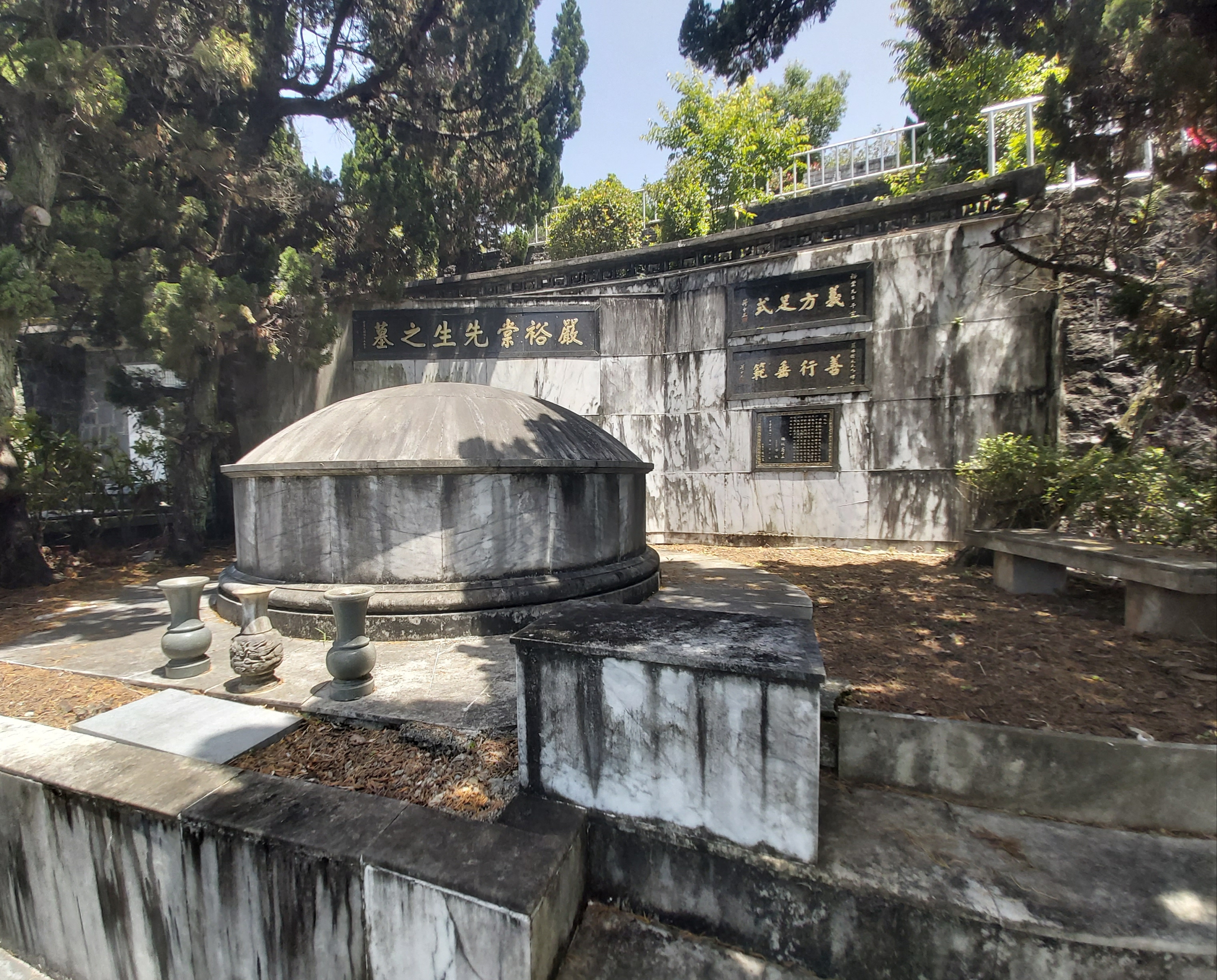
嚴裕棠墓

1948年，國共關係惡化，嚴裕棠即率其次子嚴慶瑞、三子嚴慶祺、四子嚴慶齡和女兒嚴慶怡逃往香港後轉赴巴西，嗣后僑居巴西六年。1949年中華民國政府遷臺，大隆、泰利等廠部分机器由四子严庆龄、媳吳舜文运往臺灣成立「裕隆铁工厂」及「台元纺织厂」。嚴裕棠晚年則屢為心臟宿疾所苦，1958年9月在心臟健康尚未完全恢復的情況下不顧醫囑，携帶氧氣筒乘機返國，並決定要長期卜居臺灣。同年10月18日，嚴裕棠在臺北因支氣管炎及心臓併發症病逝，在善導寺設奠祭弔後移靈安葬於陽明山第一公墓。

### 身後
嚴裕棠身故後，家族遵照老夫人嚴錢則予的訓示，捐出新台幣100萬元作爲基金設置「嚴裕棠先生紀念獎學金」，分發予國立臺灣大學、國立政治大學、國立中興大學、國立成功大學、台北工專、東海大學、東吳大學、淡江大學、中原理工等九校，每學期受獎學生擇優選70名。

## 褒揚令
1959年4月2日，總統蔣中正明令褒揚嚴裕棠，由總統府秘書長張羣代為頒發褒揚令、四子嚴慶齡代表領受，是中華民國總統褒揚工業界人士的首例，總統令全文如下：

　　吳縣嚴裕棠，稟性忠純，急公好義，六十年來，率以振興實業，促進生產為職志，而於教育、文化及救濟事業倡導輸將，不遺餘力，沾被既廣，令譽彌彰。抗戰期間，協運戰區物資，維護社會金融，尤徵卓識。赤匪禍國，義不共天，歸抵臺員，俄驚溘逝，弘規未竟，悼惜良深。應予明令褒揚，以表遺徽，而昭激勸。此令。

總　　　統　蔣中正　　　　

行政院院長　陳　誠　　　　

## 家庭
严裕棠與妻子嚴錢則予共育有六子一女，分別為長子嚴庆祥、次子嚴庆瑞、三子嚴庆祺、四子嚴庆龄、五子嚴庆禧、長女嚴庆怡（適方文丈）、幼子嚴庆禄，諸子嗣派下共計有孫20人、孫女13人、曾孫6人、曾孫女13人。

## 綁架案
- 1928年10月22日上午9時，嚴裕棠在去光裕公司途中遭遇三個持槍匪徒欲行綁架，嚴裕棠與車夫奮力抵抗，在搏鬥之中身中三槍，幸得車夫沈兆榮捨身力救，未傷及要害。從此嚴不再乘坐黄包车，改乘自备汽车。[12]
- 1932年5月4日上午8時，嚴裕棠乘車前往公司途中再次被綁，半個多月後，綁匪勒索嚴家贖金50萬元。嚴家尋求友人、三星棉鐵廠廠主張子廉協助找警察幫忙，警方查到歹徒藏身處後開始拘捕綁匪，在秘捕過程中嚴裕棠趁亂逃脫。[12]